# Аліса в Країні Чудес (аніме)
Аліса в Країні ЧудесФушіґі но куні но арісу (яп. ふしぎの国のアリス) — аніме-серіал 1983 року, оснований на романі «Алісині пригоди у Дивокраї» англійського письменника Льюїса Керрола, створений студією Nippon Animation. Серіал транслювався українською мовою на телеканалі Малятко TV.

## Сюжет
Одного разу семирічна Аліса вирушає зі своєю мамою до міста, де в антикварному магазині купує старовинний капелюх. Всередині капелюху вона знаходить кролика, по кличці Бенні, родом з Країни чудес. Потім Аліса зустрічає Джеральда, дядечка Бенні, і, рухаючись за ним у нору, потрапляє в Країну Чудес, де переживає безліч пригод.

## Українське двоголосе закадрове озвучення
Українською мовою мультсеріал озвучено на замовлення телеканалу Малятко TV у 2010 році. Ролі озвучували: Дмитро Терещук та Наталя Поліщук.